# Unternehmen François
Das Unternehmen François war der Deckname einer deutschen Militäroperation, bei dem die deutsche Abwehr versuchte, die im Iran lebenden aufständischen Kaschgaistämme dazu zu benutzen, britische und amerikanische Nachschublieferungen für die Sowjetunion zu sabotieren.
Das Unternehmen François wurde von Otto Skorzeny geleitet, der ausgewählte Angehörige des 502. SS-Jäger-Bataillon im Sommer 1943 im Iran mit dem Fallschirm absetzen ließ. Skorzeny, der zurückblieb, um mehr Rekruten auszubilden, bezeichnete das Unternehmen François als "Misserfolg", hauptsächlich aufgrund unzureichender Verstärkung und Versorgung, die für das Unternehmen benötigt wurden.
Michael Bar-Zohar berichtet in seiner Biographie von Paul Ernst Fackenheim, dass Fackenheim während seiner Gefangenschaft in Latrun, wo die Briten auch den Nazisympathisanten General Fazlollah Zahedi gefangen hielten, von ebenfalls dort inhaftierten sechs oder sieben SS-Angehörigen gehört hatte. Dieses sollen ausgerüstet mit Sprengstoff und Gold im südlichen Iran abgesetzt worden sein. Mit Hilfe des Goldes sollen sie versucht haben, die Qashqai zu bestechen, um gegen die Briten zu rebellieren. Die Qashqai übergaben die Deutschen jedoch an die Briten, nachdem diese kein weiteres Gold mehr anbieten konnten.